# Amphoe Ko Sichang
Ko Sichang (เกาะสีชัง) est un district (amphoe) situé dans la province de Chonburi, dans l'Est de la Thaïlande. Il est le district le plus petit de la Thaïlande, constitué d'un archipel dont l'île principale est l'île de Ko Sichang, située dans le Golfe de Thaïlande à une douzaine de kilomètres des côtes.
Le district est divisé en un seul tambon et 17 muban. Il comprenait environ 5 000 habitants en 2005.

## Îles
Le district est constitué d'une île principale, Ko Sichang, et d'îles secondaires :
- Ko Sampan Yue
- Ko Khaam Noi
- Ko Khaam Yai
- Ko Prong
- Ko Ran Dok Mai
- Ko Yai Taow
- Ko Khaangkhaow
- Ko Tai Ta Muaen